# Gpsim
gpsim és un simulador de sistemes per a microcontroladors PIC de Microchip escrit originalment per Scotte Dattalo. Es distribueix sota la llicència pública general de GNU.
gpsim ha estat dissenyat amb la precisió com a requisit, inclou tot el microcontrolador PIC, des del nucli fins als pins d'E/S i inclou les funcions de tots els perifèrics interns. Això permet crear estímuls i unir-los als pins d'E/S per tal de provar el PIC de la mateixa manera que ho faríem en una placa de circuit electrònic.
Hi ha una versió per a Windows, gpsimWin32, dissenyada per Borut Ražem.